# Князев, Артемий Юрьевич
Арте́мий Ю́рьевич Кня́зев (род. 4 января 2001, Казань) — российский хоккеист, защитник клуба «Ак Барс», выступающего в КХЛ.

## Биография
Воспитанник казанского «Ак Барса». В сезоне 2017/18 играл в МХЛ за «Ирбис». На драфте CHL 2018 года был выбран в под 10-м номером клубом QMJHL «Шикутими Сагенинс», где и стал выступать со следующего сезона. На драфте НХЛ 2019 года был выбран во втором раунде под общим 48-м номером «Сан-Хосе Шаркс», 2 июля заключил контракт новичка. Из-за того, что в 2020 году соревнования в Канаде были прерваны в связи с пандемией коронавируса, Князев в конце года подписал трёхсторонний контракт с «Ак Барсом» — наличие игровой практики было условием главного тренера молодёжной сборной России Игоря Ларионова для получения вызова перед чемпионатом мира. Провёл в октябре две игры в МХЛ за «Ирбис» и пять игр в ноябре в ВХЛ за «Барс». 30 ноября был вызван в сборную вместо Никиты Седова. На чемпионате сборная России уступила в полуфинале Канаде 0:5, а Князев в январе 2021 вернулся в систему «Сан-Хосе Шаркс». С сезона 2021/22 стал играть за команду АХЛ «Сан-Хосе Барракуда». 5 ноября 2021 года в домашней игре с «Сент-Луис Блюз» (3:5) дебютировал в НХЛ.

### Возвращение в Россию
В декабре 2023 года между клубами «Виннипег Джетс» и «Торпедо» должна была состояться сделка об аренде Артемия Князева в нижегородский клуб. Однако в сделку вмешался «Ак Барс», которому принадлежали права на игрока. Так, защитник оказался в составе казанцев на правах аренды. Дебютировал в составе новой команды состоялся 5 января 2024 года в матче с «Адмиралом», он же стал первым для игрока в КХЛ. Всего за сезон сыграл 18 игр, очков не набрал.
В июле 2024 года «Ак Барс» подписал с защитником новый двухлетний односторонний контракт. В сезоне 2024/25 главным тренером казанского клуба стал Анвар Гатиятулин. Он редко вводил в состав Князева, сделав его игроком ротации, — в начале регулярного чемпионата игрок сыграл лишь 4 матча из 18 возможных. В конце декабря стал постоянным игроком основного состава после травмы Митчелла Миллера. В матче с «Салаватом Юлаевым» 8 января 2025 года набрал первое очко в КХЛ, а уже 11 января забросил первую шайбу в КХЛ, поразив ворота «Барыса».